# Південно-Західна Англія
Півде́нно-За́хідна А́нглія (англ. South West England, корн. Rannvro Soth West) — регіон на півдні Англії. Включає сім церемоніальних графств і вісім унітарних адміністративних одиниць. Найбільше місто — Бристоль.

## Географія
Регіон займає територію 23 829 км² (1-е місце серед регіонів), омивається з південного сходу протокою Ла-Манш, з північного заходу Атлантичним океаном і Бристольською затокою, межує на північному заході з Уельсом, на півночі з регіоном Західний Мідленд, на сході з регіоном Південно-Східна Англія.

### Міські агломерації
У регіоні розташовані вісім великих міських агломерацій з населенням понад 100 тисяч чоловік (за даними 2001 року, в порядку убування чисельності населення):
- Бристоль 551066
- Борнмут 383713
- Плімут 243795
- Свіндон 155432
- Ґлостер 136203
- Торбі 110366
- Челтнем / Чарльтон Кінґз 110320
- Ексетер 106772

## Демографія
На території Південно-Західної Англії за даними 2001 року проживає 4 928 млн осіб (7-е місце серед регіонів), при середній щільності населення 207 чол./км ².

## Адміністративний поділ
Регіон включає в себе шістнадцять політично незалежних одна від одної адміністративних одиниць — чотири неметропольних графства (Глостершир, Девон, Дорсет і Сомерсет), одинадцять унітарних одиниць (Бат і Північно-Східний Сомерсет, Борнмут, Бристоль, Корнуол, Плімут, Пул, Північний Сомерсет, Свіндон, Торбей, Вілтшир і Південний Глостершир) і адміністративну одиницю з особливим статусом Сіллі. Неметропольні графства, унітарні одиниці та Сіллі об'єднані в сім церемоніальних графств (Бристоль, Глостершир, Девон, Дорсет, Корнуол, Сомерсет і Вілтшир), для забезпечення ними церемоніальних функцій. Неметропольні графства розділені в цілому на 25 неметропольних районів. Унітарні одиниці поділу на райони не мають.
| 3.Бристоль (церемоніальне графство, унітарна одиниця) Глостершир (церемоніальне графство) - 5.Глостершир (неметропольне графство) - Глостер - Т'юксбері - Челтенгем - Котсуолд - Страуд - Форест-оф-Дін - 4.Південний Глостершир (унітарна одиниця) Девон (церемоніальне графство) - 12.Девон (неметропольне графство) - Ексетер - Східний Девон - Середній Девон - Північний Девон - Торрідж - Західний Девон - Південний Гамс - Тайнбридж - 13.Торбей (унітарна одиниця) - 14.Плімут (унітарна одиниця) | Дорсет (церемоніальне графство) - 8.Дорсет (неметропольне графство) - Веймут і Портленд - Західний Дорсет - Північний Дорсет - Пербек - Східний Дорсет - Крайстчерч - 9.Пул (унітарна одиниця) - 10.Борнмут (унітарна одиниця) Корнуол (церемоніальне графство) - 15.Корнуол (унітарна одиниця) - Сіллі (адміністративна одиниця з особливим статусом «sui generis»), (немає на карті) Сомерсет (церемоніальне графство) - 11.Сомерсет (неметропольне графство) - Південний Сомерсет - Тонтон Дін - Західний Сомерсет - Седжмур - Мендіп - 1.Бат і Північно-Східний Сомерсет (унітарна одиниця) - 2.Північний Сомерсет (унітарна одиниця) Вілтшир (церемоніальне графство) - 7.Вілтшир (унітарна одиниця) - 6.Свіндон |